# فرناندو باندیرینیا
فرناندو باندیرینیا (پرتغالی: Fernando Bandeirinha؛ زادهٔ ۲۶ نوامبر ۱۹۶۲) بازیکن سابق و مربی فوتبال اهل پرتغال است.
از باشگاه‌هایی که در آن بازی کرده‌است می‌توان به باشگاه فوتبال پاسوژ د فریرا، باشگاه فوتبال وارزیم، باشگاه فوتبال آکادمیکا، باشگاه فوتبال پورتو، و باشگاه فوتبال فلگوئیراس اشاره کرد.